# Pero me acuerdo de tí
Pero me acuerdo de tí (in italiano: "Però mi ricordo di te") è il primo singolo ad essere estratto dall'album di debutto in lingua spagnola di Christina Aguilera, Mi reflejo, scritto e prototto da Rudy Pérez.
Pubblicato nel 2000, il singolo non riuscì ad entrare nella Billboard Hot 100 dato che difficilmente le canzoni non in lingua inglese riescono ad entrare nella Hot 100. Rimane una scelta del tutto incomprensibile il perché non fu scelto come primo singolo per lanciare la Aguilera sul mercato spagnolo, un brano il cui successo era già stato testato nel mercato internazionale, come Genio atrapado, Por siempre tú, o Ven conmigo (Solamente tú),
Il brano è principalmente conosciuto per essere il primo di Christina Aguilera, concepito direttamente in spagnolo, e non l'adattamento in spagnolo di un brano in inglese. Il brano ha ricevuto una nomination ai Latin Grammy nel 2001 come "disco dell'anno".

## Tracce
CD singolo promozionale
1. Pero me acuerdo de tí – 4:24

CD singolo - Versione europea
1. Pero me acuerdo de tí – 4:24
2. Pero me acuerdo de tí (Remix) – 3:59
3. Pero me acuerdo de tí (Extended Remix) – 4:53
4. Ven conmigo (Solamente tu) – 3:10
5. Pero me acuerdo de tí (Video Version) – 4:24

CD singolo - Versione spagnola
1. Pero me acuerdo de tí – 4:24
2. Pero me acuerdo de tí (Extended Remix) – 4:53
3. Ven conmigo (Solamente tu) (Karaoke Version) – 3:10

## Classifiche
| Classifica (2001)                     | Posizione più alta |
| ------------------------------------- | ------------------ |
| U.S. Billboard Hot Latin Tracks       | 8                  |
| U.S. Billboard Latin Pop Airplay      | 5                  |
| U.S. Billboard Latin Tropical Airplay | 7                  |